# シャムロック (カクテル)
シャムロック（英: Shamrock Cocktail）は、アイリッシュウイスキーを使ったカクテル。

## 概要
「シャムロック」とはアイルランドの国花でもある三つ葉のクローバーの意である。
聖パトリックの祝日（3月17日）の食後酒としてよく飲まれている。

## レシピの例
材料
- アイリッシュウイスキー - 30ml
- ドライベルモット - 30ml
- シャルトリューズ（ヴェール） - 3ダッシュ
- クリーム・デ・メント（グリーン） …… 3ダッシュ

作り方
1. 氷と共に全ての材料をシェイクし、カクテルグラスに注ぐ。

## バリエーション
エブリボディズ・アイリッシュ
ドライベルモットを抜き、オリーブを飾る。